# Frederiksborgs Amt
Frederiksborgs Amt byl dánský okres. Nacházel se na severu ostrova Sjælland. Hlavní město bylo Hillerød. S účinností od 1. ledna 2007 se stal součástí Regionu Hovedstaden.

## Města a obce
(počet obyvatel k 1. červnu 2005)
| - Allerød (23 470) - Birkerød (22 039) - Farum (18 655) - Fredensborg-Humlebæk (20 055) - Frederikssund (18 901) - Frederiksværk (20 544) - Græsted-Gilleleje (20 976) - Helsinge (19 486) - Helsingør (61 330) - Hillerød (37 562) | - Hundested (9889) - Hørsholm (24 272) - Jægerspris (9516) - Karlebo (19 120) - Skævinge (6139) - Skibby (6861) - Slangerup (9331) - Stenløse (13 458) - Ølstykke (15 534) |